# Mentha australis
Mentha australis — вид губоцвітих рослин родини глухокропивових.

## Опис
Струнка багаторічна трава 30–80 см заввишки і діаметром до 1 м, що дає сильний запах м'яти при розтиранні. Стебла м'які, квадратні, голі або покриті грубими волосками. Листки супротивні, ланцетні або яйцювато-ланцетні, 2–5 см завдовжки, 4–15 мм завширшки, звужується на кінці, краї гладкі або злегка зубчастими, кінчик загострений, верхня поверхня трохи волохата або гола, нижня поверхня волохата, особливо на магістральних венах. Квітки дрібні, білі або пурпурові, на дуже коротких ніжках, зазвичай 12–16 (іноді менше) квітів згруповані разом. Плід складається з 4 коричневих з 1 насіниною яйцеподібних горішків.

## Поширення та екологія
Австралія: Тасманія, Новий Південний Уельс, Квінсленд, Південна Австралія, Вікторія, Північна територія. Населяє вологі, які періодично затоплюються ділянки поблизу водотоків, озер, водойм і наземних резервуарів. Росте як окремі рослини або в розкиданих колоніях.